# کالامایا
کالامایا (به لاتین: Kalamaja) یکی از مناطق شهر تالین، استونی است که در ناحیه پوهیا-تالین واقع شده‌است. کالامایا ۹٬۸۲۰ نفر جمعیت دارد.

## نگارخانه

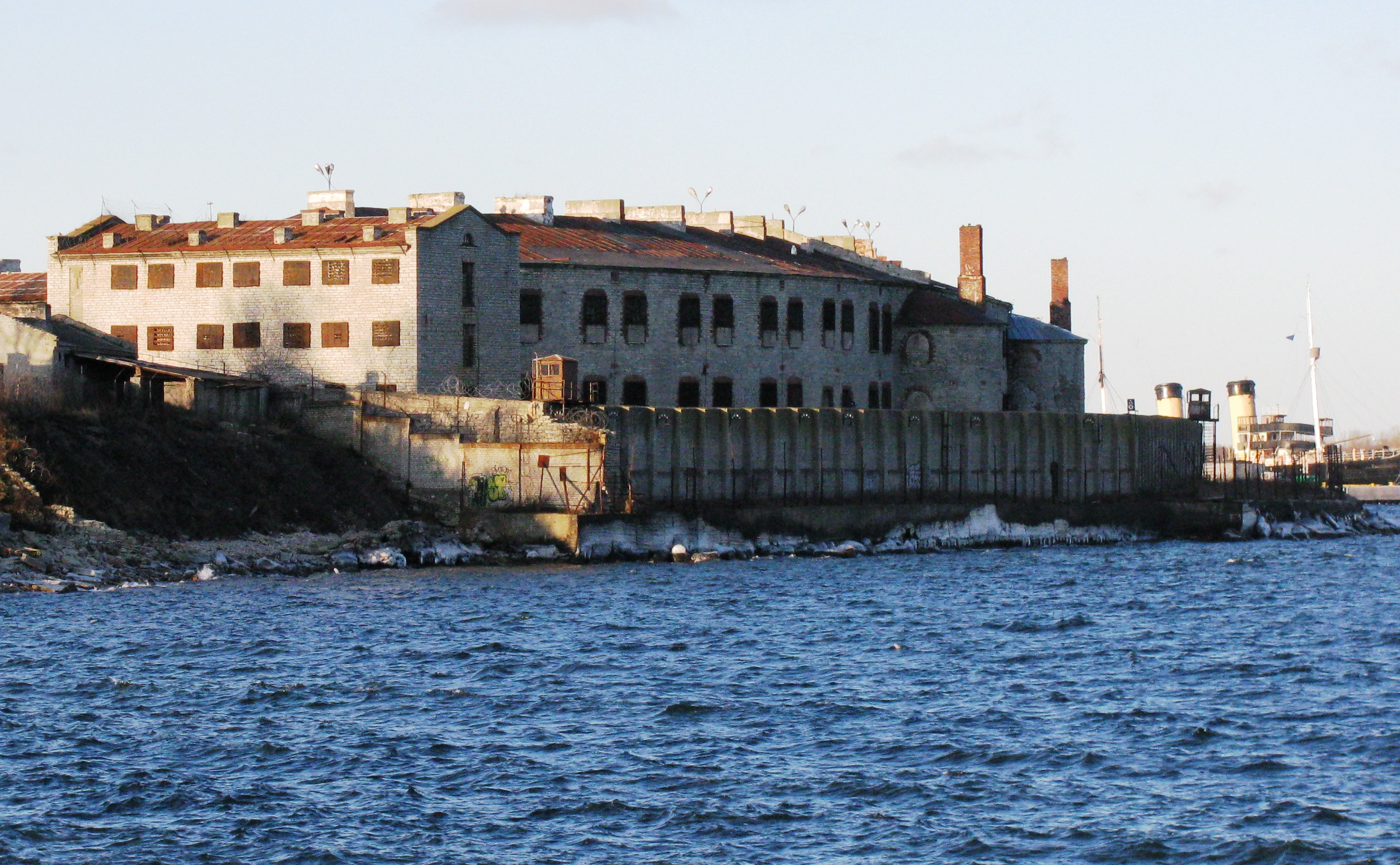
زندان پاتاری
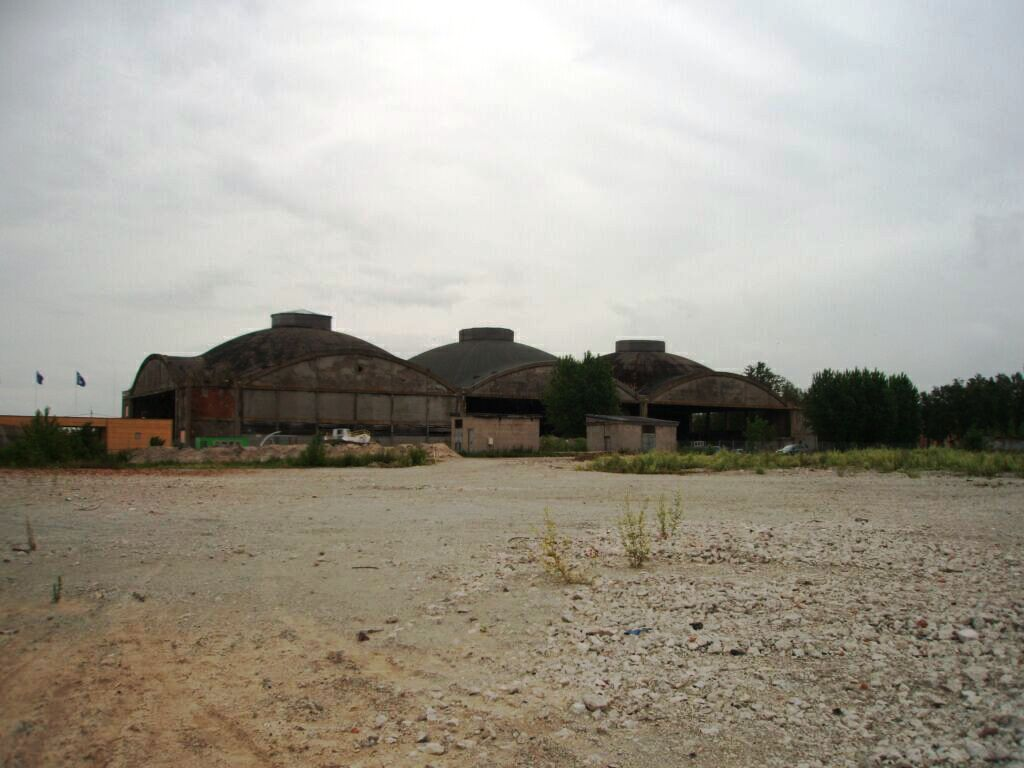
آشیانه هواگرد آب‌نشین از ۱۹۱۶–۱۹۱۷، بخشی از Peter the Great's Naval Fortress، اکنون موزه دریانوردی استونی.
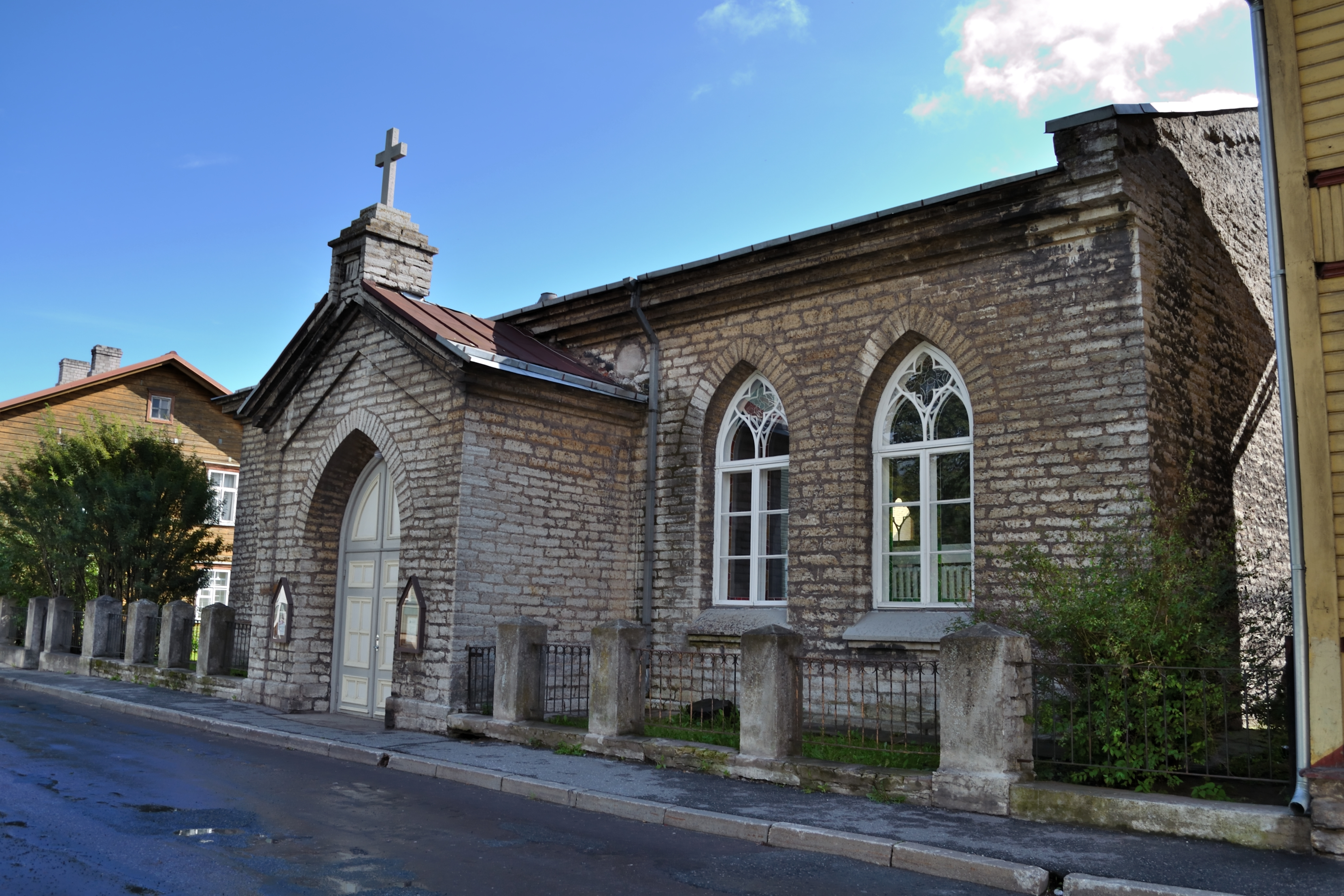
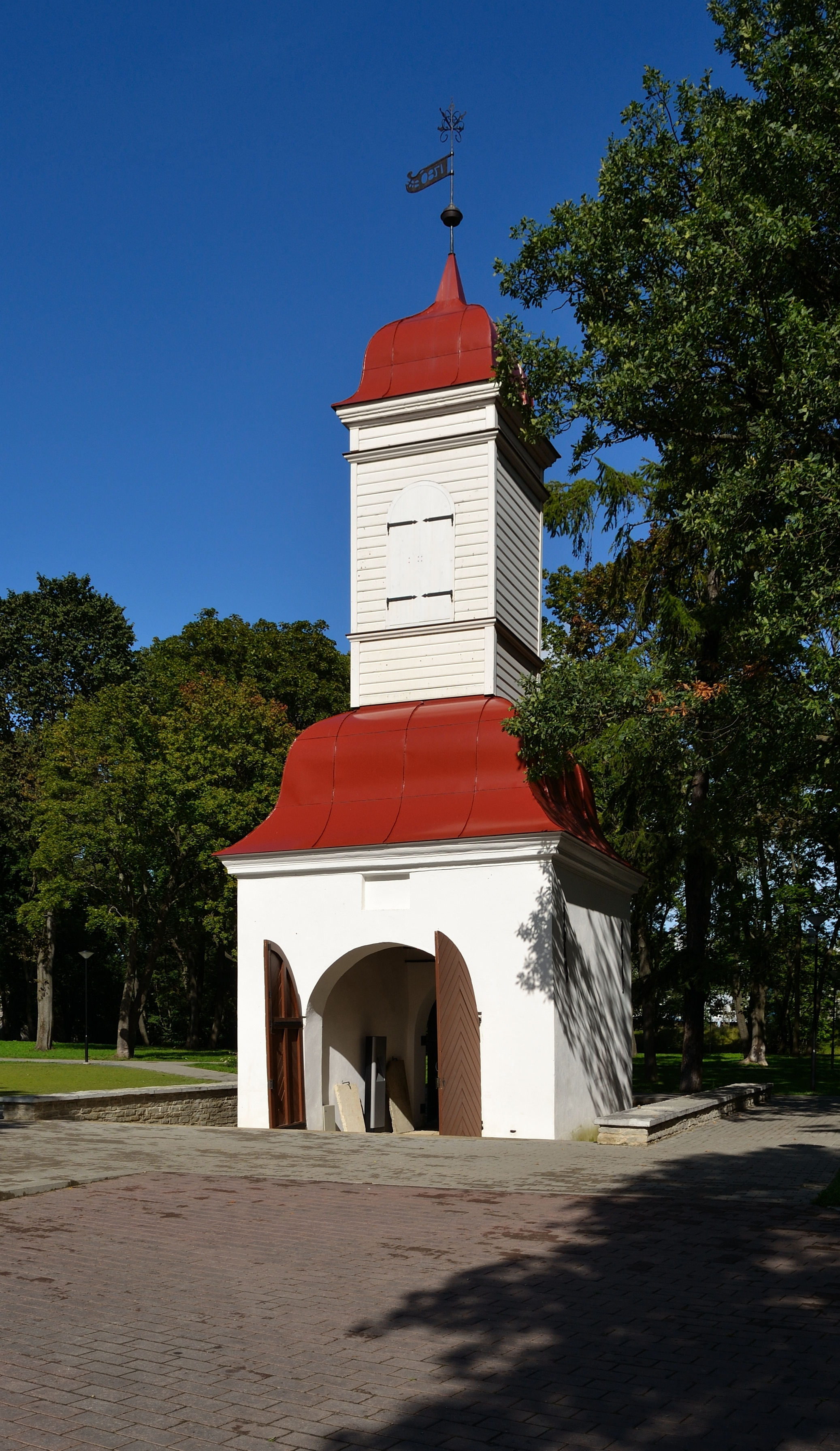
گورستان کالامایا
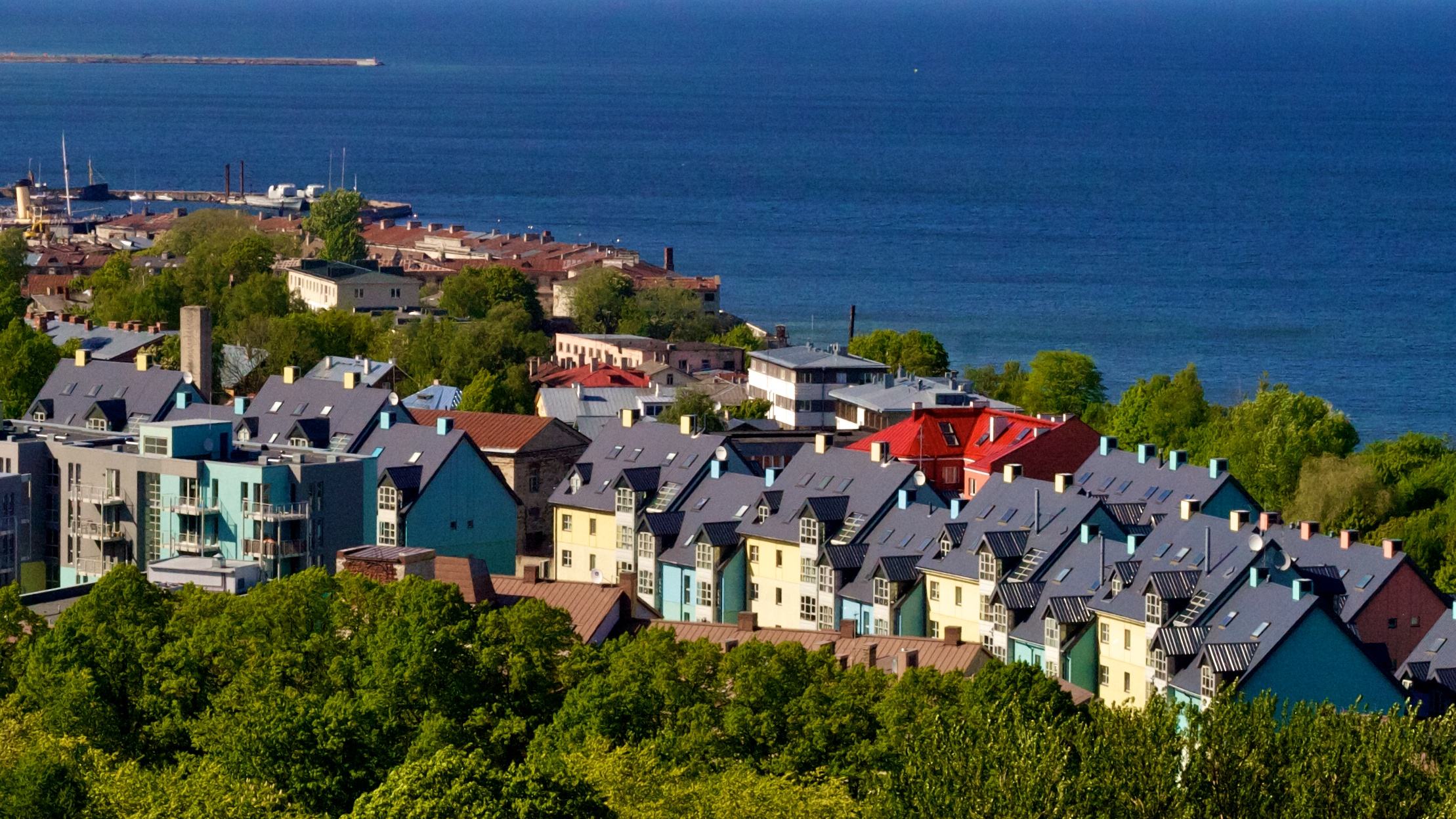
آپارتمان‌های تازه ساخته شده در نزدیکی محله وانالین
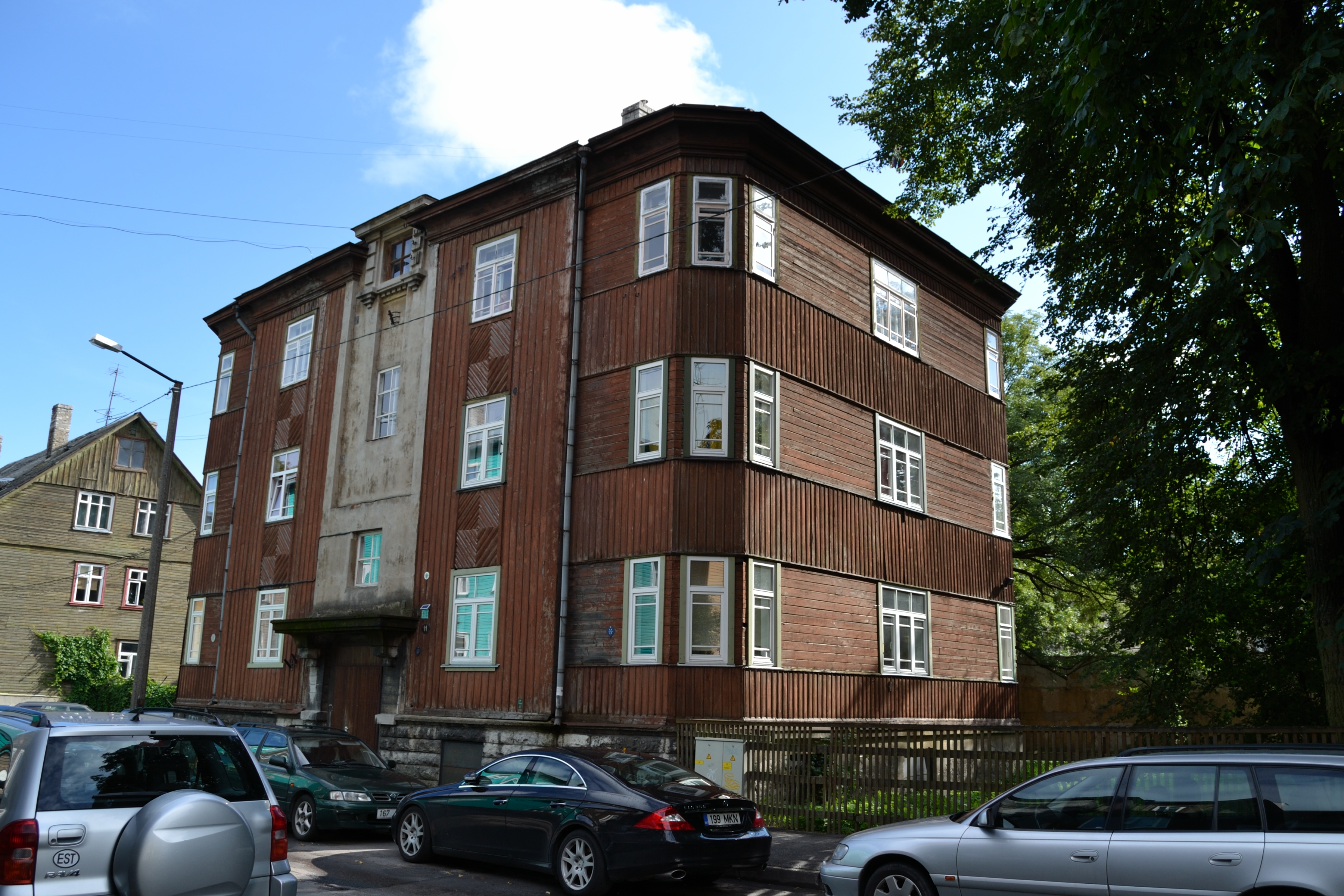
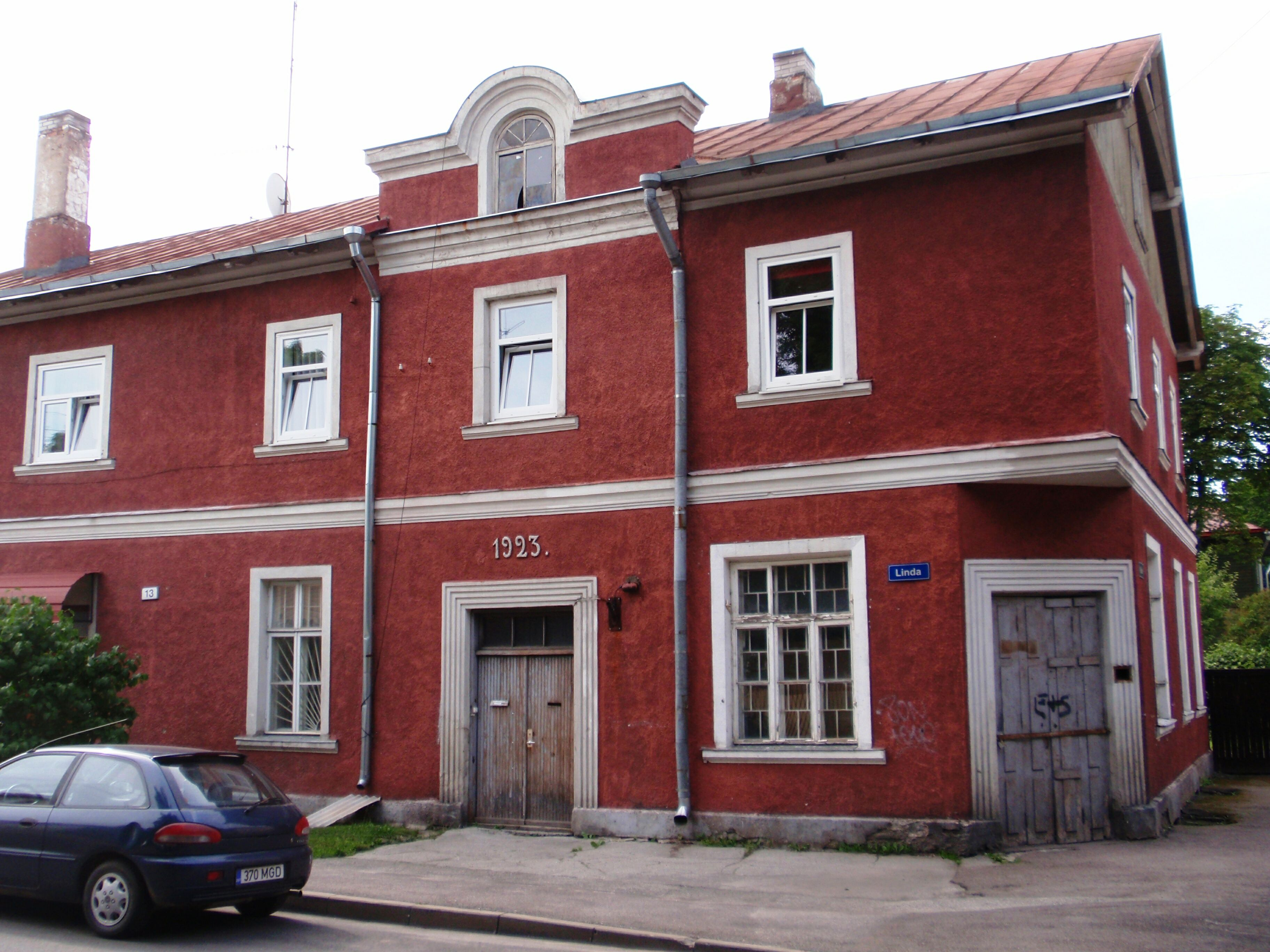
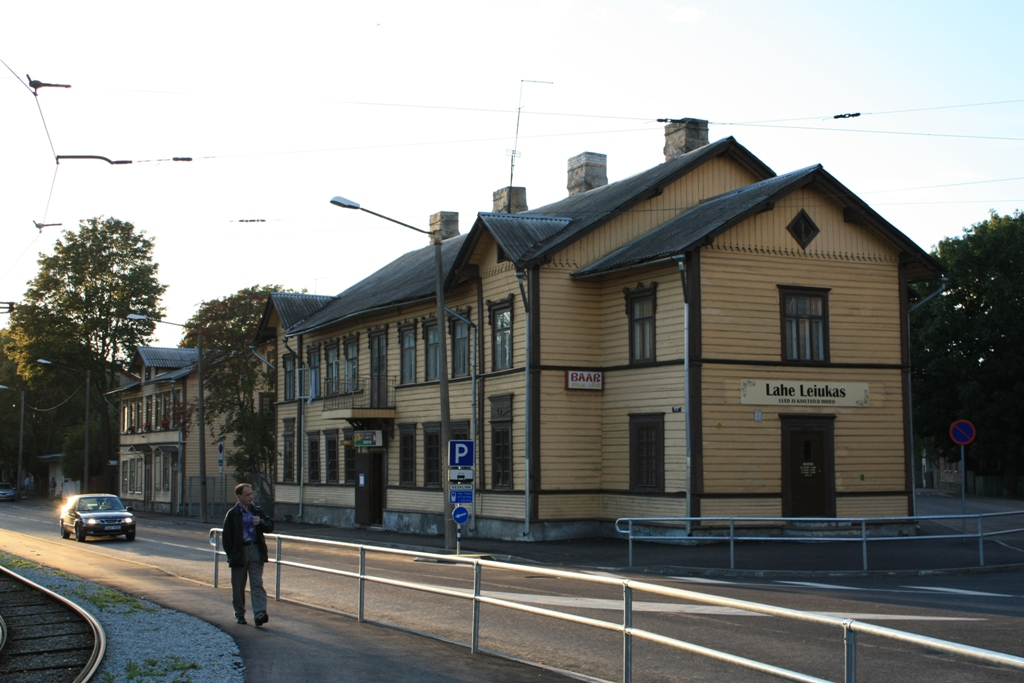